# Epicuri de grege porcum
La locuzione latina Epicuri de grege porcus, tradotta letteralmente, significa "porco del gregge di Epicuro". Orazio, in una lettera al poeta Tibullo, la adoperò per definire sé stesso, alludendo autoironicamente alle proprie abitudini gaudenti e, con evidente forzatura anch'essa autoironica, al suo essere seguace dell'epicureismo. La frase è divenuta proverbiale, e si usa per indicare persona eccessivamente dedita ai piaceri materiali.